# Шлек, Джони
Джони Шлек (люкс. Johny Schleck; род. 22 ноября 1942, Ассель) — люксембургский шоссейный велогонщик.

## Карьера
В 1963 году Джони Шлек выиграл любительскую Флеш дю Сюд по дорогам его родного Люксембурга. На следующий год он победил на двух этапах Тура Австрии и на одном — Тур де л'Авенир. В 1965 году Шлек подписал профессиональный контракт с «Pelforth - Sauvage - Lejeune» и выиграл национальный чемпионат, где позже трижды становился вторым. В 1967 году Джони выиграл по этапу Туров Пикардии и Люксембурга. Через 2 года он в первый и последний раз сменил команду, перейдя в «Bic». Всю карьеру выступая за французские команды, Шлек 7 раз проехал Тур де Франс, его лучшим результатом стало 19-е место в общем зачёте. В 1970 году люксембуржец одержал свою единственную победу на этапе Гранд Тура, Вуэльты Испании. В 1973 году Шлек снова выиграл национальный чемпионат, а через год завершил карьеру. Двое из трёх его сыновей, Франк и Анди, пошли по стопам отца и намного превысили его достижения.